# Podarces
En la mitología griega, Podarces (Ποδάρκης) era hijo de Ificles y hermano menor de Protesilao.
En la Ilíada se indica que Podarces y Protesilao habían sido pretendientes de Helena y, por lo tanto, habían jurado defender los derechos matrimoniales de Menelao, su esposo. Cuando Helena fue raptada por Paris, ambos hermanos partieron rumbo a Troya con cuarenta naves tesalias.
Después de que Protesilao muriera, Podarces asumió el mando de las tropas filacias en la Guerra de Troya. Según las Posthoméricas de Quinto de Esmirna, Podarces fue muerto por Pentesilea, la reina de las amazonas.

## Otros personajes del mismo nombre
Podarces también era el nombre originario de Príamo, el rey de Troya.